# CASIC WJ
CASIC WJ est une famille de véhicules aériens sans pilote (drones) développés par la 3e Académie Hiwing de la Société chinoise des sciences et de l'industrie aérospatiales (CASIC).

## WJ-010
Le WJ-010 UAV est un développement du CASIC HW-100 Sparrowhawk non armé, et les deux UAV partagent la même configuration. En tant que version armée, le WJ-010 utilise un concept modulaire afin de permettre le remplacement rapide de deux types différents de charge utile : la première charge utile est la charge utile optique pour la reconnaissance. Grâce à cette charge utile, le WJ-010 fonctionne comme un drone de reconnaissance ordinaire. La deuxième charge utile est une ogive et, lorsqu'il est armé de cette charge utile, le WJ-010 fonctionne comme un drone suicide.

## WJ-100 Blade
Le WJ-100 Blade (Dao-Feng ou Daofeng, 刀锋) est le dernier modèle (au début de 2015) de la série Blade UAV développé par CASIC, qui comprend plusieurs autres modèles tels que CASIC HW-300 et CASIC SF-460. Comme les autres membres de la série Blade, le WJ-100 dispose d'une queue bipoutre avec une configuration d'aile haute et un train d'atterrissage tricycle. Les ailettes du WJ-100 sont plus grandes que celles de certains modèles antérieurs de la série Blade. La propulsion est assurée par une hélice propulsive bipale montée à l'extrémité arrière du fuselage.

## WJ-500
Le WJ-500 est un drone à réaction développé par CASIC et destiné à diverses missions, telles que le ciblage, la reconnaissance, l'évaluation des dommages aux cibles et il peut être utilisé comme un drone cible. Le WJ-500 a un fuselage cylindrique avec une entrée d'air au sommet de l'empennage. Le réservoir de bout d'aile peut être installé sur l'aile principale. Le WJ-500 est présenté au public en novembre 2014 lors du 10e salon aéronautique de Zhuhai. La conception angulaire et furtive du WJ-500 subsonique lui confère une faible signature radar permettant une «grande pénétration de défense» pour y accomplir une variété de missions, y compris la simulation des caractéristiques des missiles de croisière et des avions, selon le fabricant.

## WJ-600 A/D
LE WJ-600 A/D est un développement de HW-600 (en) et CASIC HW-600 Sky Hawk (WJ-600), et par rapport à ses prédécesseurs, il s'agit soit d'une version de reconnaissance uniquement, soit d'une version d'attaque au sol, WJ-600 A/D intègre à la fois la capacité de reconnaissance et d'attaque au sol afin qu'il puisse effectuer les deux missions.
Caractéristiques techniques:
- Autonomie (h): 5
- Vitesse (km/h): 850
- Propulsion : turbosoufflante

Le 27 octobre 2016, deux WJ-600A / D ont été repérés lors d'un défilé militaire au Turkménistan, la première exportation confirmée.

## WJ-700

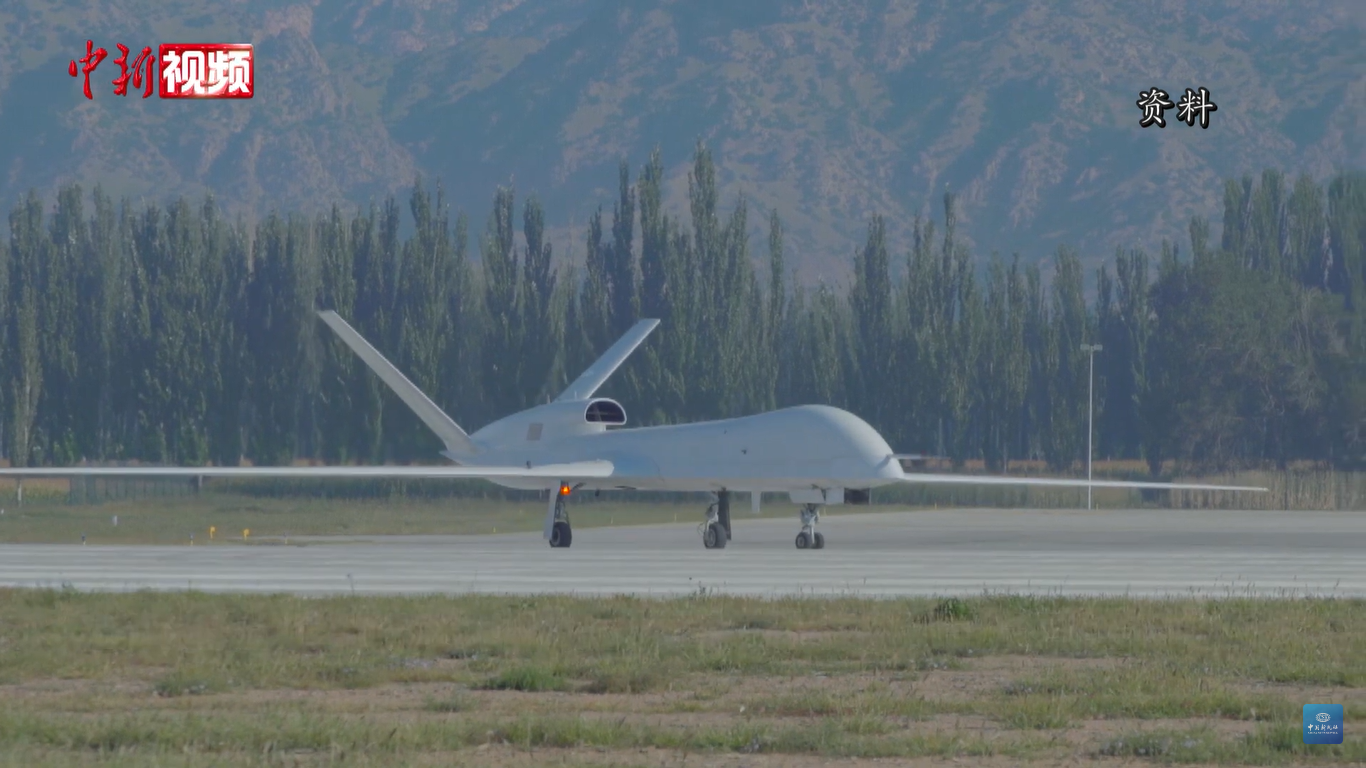
WJ-700

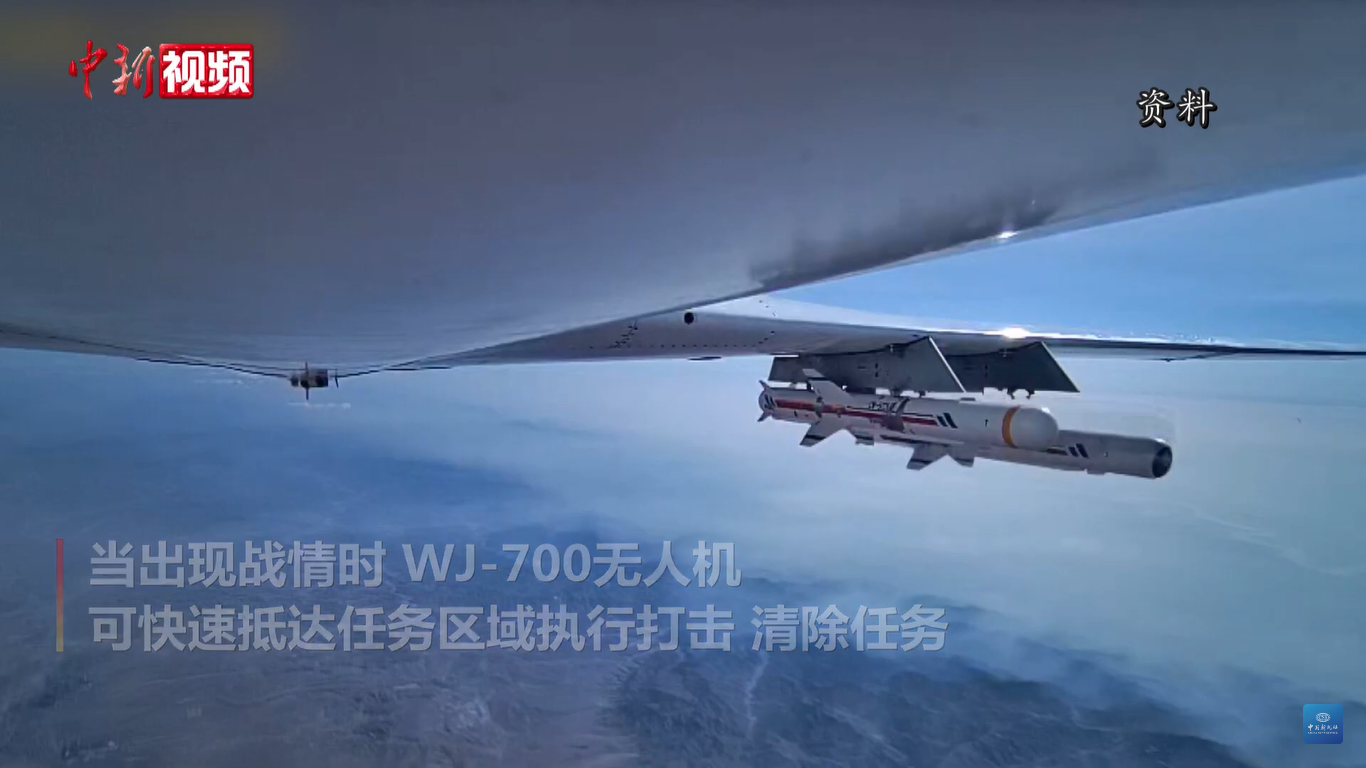
Points d'emport WJ-700

Au salon aéronautique de Zhuhai 2018, CASIC a dévoilé un véhicule aérien sans pilote de reconnaissance armé à moyenne / haute altitude et longue endurance (MALE / HALE) nommé WJ-700 avec une masse maximale au décollage (MTOW) de 3 500 kg et une autonomie allant jusqu'à 20 h. Il a quatre points d'emport sous les ailes et peut transporter des missiles antiradars CM-102, des missiles antinavires C-701 et C-705KD, mais aussi des munitions d'attaque terrestres. Il effectue son premier vol d'essai en janvier 2021 avec succès, les capacités d'attaque ont également été testées. Contrairement aux autres drones de la famille WJ le WJ-700 a une forme classique avec des ailes basse à voilure fixe, l'entrée d'air est située à l'arrière de l'appareil et au dessus du fuselage. Il semble être propulsé par un moteur de type "jet" situé à l'arrière, il dispose d'un train d’atterrissage tricycle repliable et sa queue est en V,. Le WJ-700 est similaire au RQ-4 Global Hawk de l'US Air Force, mais en ajoutant la capacité de frappe en plus du rôle de reconnaissance.

## Utilisateurs
- Algérie: En juillet 2022, l'Algérie en a acheté quatre[14],[15].
- Chine
- Turkménistan[16]